# Karl Sterrer
Karl Sterrer (4 de diciembre de 1885-10 de junio de 1972) fue un pintor y grabador austriaco.

## Biografía
Karl Sterrer fue hijo del escultor Carl Sterrer.
Estudió en la Academia de Bellas Artes de Viena con Alois Delug y Christian Griepenkerl. Igualmente experto tanto en paisajes como en retratos, ganó el prestigioso Premio de Roma en 1908. A esto le siguieron muchos más premios, incluido el Premio Reichel, en 1919.
Alrededor de 1910, Sterrer fue uno de los primeros artistas austriacos involucrados por los comienzos del expresionismo alemán. Sobre la base de las líneas profundas y oscuras de la punta seca, Sterrer comenzó a reducir sus composiciones de paisajes a sus elementos esenciales. Durante las dos primeras décadas del siglo XX, Sterrer trabajó y viajó mucho por Alemania y Austria.
En noviembre de 1915, Karl Sterrer se unió al Landsturm y se postuló al servicio de propaganda como artista de guerra, donde entró en 1916 para ir a los frentes con Rusia e Italia. En el verano de 1918, fue transferido a petición especial de la Fuerza Aérea al Tirol; Ppintó y dibujó principalmente retratos de pilotos y carteles para el préstamo de guerra.
En 1920 se interesó por la técnica del grabado. Al año siguiente, aceptó el puesto de profesor de Bellas Artes en la Academia de Viena. Hoy en día, los ejemplos de los grabados y pinturas originales de Sterrer se encuentran en las colecciones del Instituto Carnegie, Pittsburgh, la Galería Dresden y la Academia Austriaca en Viena. En 1957, recibió el Gran Premio del Estado Austríaco.